# Borussia Fulda
Der Sportclub Borussia 04 Fulda ist ein Sportverein im osthessischen Fulda.

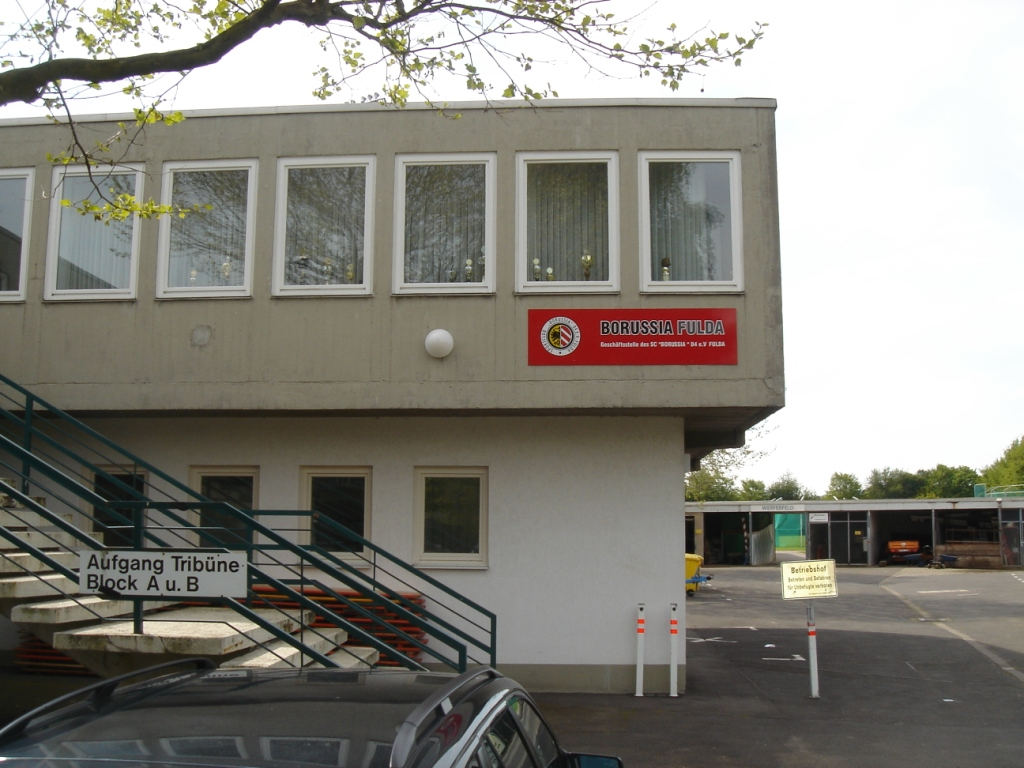
Geschäftsstelle der Borussia Fulda

## Abteilung Fußball
Die größten Erfolge feierte die Mannschaft in den 1930er und 1940er Jahren, als sie mehrmals in die Westdeutsche und Deutsche Meisterschaftsendrunde vordrang. Bis 1964 konnte sich Borussia Fulda noch in den zweithöchsten Spielklassen halten und war in den darauf folgenden Jahrzehnten meist auf der dritten und vierten Ebene, also in den höchsten Amateurklassen Hessens, vertreten. In der jüngeren Vergangenheit geriet der Verein in wirtschaftliche Schwierigkeiten und die Mannschaft spielte einige Jahre in den regionalen Spielklassen, bevor sie 2015 in die Hessenliga zurückkehrte. Zur Saison 2018/19 gab der Verein die Spielberechtigung für die Hessenliga auf. Die erste Herrenmannschaft wurde in den TSV Lehnerz integriert, der sich in SG Barockstadt Fulda-Lehnerz umbenannte und ein neues Logo sowie neue Vereinsfarben erhielt. Die zweite Mannschaft von Borussia Fulda wurde zur ersten Mannschaft umgebildet und spielte zunächst in der Kreisliga A Fulda, seit der Saison 2023/24 in der Kreisoberliga Fulda-Mitte.

### Geschichte
Der Verein wurde am 4. Juni 1904 unter dem Namen FC Borussia Fulda von Schülern gegründet und war damit nach dem im Jahr zuvor entstandenen Fuldaer Kickers, die inzwischen in der heutigen FT 1848 aufgegangen sind, der zweite örtliche Fußballverein avancierte aber schnell zum sportlichen Aushängeschild der damals rund 20.000 Einwohner zählenden Stadt. 1905 in den Westdeutschen Spiel-Verband (WSV) aufgenommen, spielte die Mannschaft bereits zwei Jahre später nach zwei Aufstiegen in Folge in der obersten Spielklasse, und ebenfalls 1907 wurde am Wallweg ein Sportplatz mit der ersten überdachten Tribüne Osthessens eröffnet. 1911 war mit dem erstmaligen Einzug in die Endrunde um die Westdeutsche Fußballmeisterschaft ein weiterer Meilenstein in der Vereinsgeschichte erreicht. 1913 erfolgte der Umzug in die neue Spielstätte am Neuenweg, deren gewaltige Tribüne 500 Zuschauern Platz bot. Der Erste Weltkrieg unterbrach den raschen Aufstieg des Vereines für einige Jahre.
Nach dem Krieg wandelte sich die beschauliche Domstadt allmählich in einen modernen Industriestandort, in der neben der traditionellen Wachs- und Kerzenherstellung nun auch die Textil- und Bekleidungsindustrie ansässig wurden. Davon profitierte auch die Borussia, neben neuen Gönnern aus den Reihen der Industriellen fand der Verein aus den Reihen der Arbeiterschaft zahlreiche neue Spielertalente. Nicht zuletzt durch den Anschluss des Kraftsportklubs Germania sowie des örtlichen Radsportklubs wuchs der Klub in den Nachkriegsjahren zu einem Großverein heran, der sich am 6. September 1923 den neuen Namen 1. SV Borussia gab. Drei Monate zuvor, am 2. Juni 1923, war mit der Anlage an der Johannisau zudem eine neue Spielstätte bezogen worden, die für die nächsten 40 Jahre Heimat des Vereines blieb.
Bis man den Anschluss an die sportliche Spitze im Bezirk Hessen/Hannover gefunden hatte, dauerte trotz der blendenden Voraussetzungen dennoch einige Jahre. Ab 1927/28 verpasste man viermal in Folge knapp den zweiten Einzug in die Westdeutsche Endrunde nach 1911, 1931/32 gelang dann unter dem Trainer Karl Willnecker der Durchbruch durch zwei deutliche Siege in den Entscheidungsspielen gegen Nordstaffelsieger Göttingen 05. Aus der Meisterelf dieses Jahres ragten die Brüder Enders, der Auswahlspieler Willi Harz sowie der Kapitän August Hoßfeld heraus. Erst im Finale um die „Westdeutsche“ scheiterte die Borussia, als sie am 1. Mai 1932 vor 45.000 Zuschauern in Köln-Müngersdorf dem FC Schalke 04 mit 1:5 unterlag. 1933 gelang über die Meisterschaft von Nordhessen und Südhannover erneut der Einzug in die Endrunde, und auch in diesem Jahr musste sich die Osthessen erst spät geschlagen geben, sie scheiterten im Halbfinale am späteren Deutschen Meister Fortuna Düsseldorf.
Nach der Machtergreifung der Nationalsozialisten wurden die Spielklassen im deutschen Fußball neu geordnet, die Vereine aus Nord- und Osthessen spielten nunmehr in der Gauliga Hessen. Gleich in der ersten Saison 1933/34 errang Borussia Fulda den hessischen Gaumeistertitel und zog damit erstmals in der Vereinsgeschichte in die Endrunde um die deutsche Meisterschaft ein. Diesen Erfolg konnte man 1940/41 sowie – inzwischen seit 25. Juli 1941 mit den Reichsbahnern zur RSG Borussia fusioniert – in der Gauliga Kurhessen 1942 und 1944 insgesamt noch dreimal wiederholen, schied aber in der Endrunde jeweils frühzeitig aus.
Nach der Auflösung der Sportvereine nach dem Zweiten Weltkrieg formierte sich der Verein unter Führung von Josef Schindewolf und Karl Pappert zunächst unter dem Namen SG Borussia 04/45 neu, am 14. Mai 1948 fusionierte man mit dem SC Fulda zum SC Borussia 04. Sportlich lief es für die Borussia in den Nachkriegsjahren nicht besonders gut, nachdem die Mannschaft um den Stürmer Erwin Witzel 1947 in der Aufstiegsrunde zur Oberliga Süd gescheitert war, rutschte sie drei Jahre später sogar in die Drittklassigkeit ab. Erst 1957 gelang zumindest die Rückkehr in die II. Oberliga, wo sich die Borussia – mit einer Unterbrechung 1959/60 – bis zur Einführung der Bundesliga 1963 halten konnte. Das neue „Fußball-Unterhaus“, die Regionalliga Süd erwies sich hingegen schon im ersten Jahr als eine Nummer zu groß für die Osthessen, die Borussia belegte am Ende der Runde 1963/64 den 18. Platz und musste den Gang ins Amateurlager antreten.
Es folgten zwölf Spielzeiten in der Amateurliga Hessen, ohne dass mehr als ein dritter Tabellenplatz in der Saison 1970/71 dabei heraussprang, und 1975 stieg Borussia Fulda auch aus der obersten Amateurspielklasse ab. Erst Anfang der 1990er Jahre kehrte der Verein wieder dauerhaft ins hessische Oberhaus zurück. In der Saison 1995/96 gewann der Verein die Meisterschaft in der Oberliga Hessen und es gelang der Aufstieg in die mittlerweile als dritthöchste Spielstufe wieder eingeführte Regionalliga Süd. In der Saison 1996/97 etablierte man sich direkt im oberen Drittel der Regionalliga Süd und beendete die Saison auf dem 4. Platz. Das 1:1 gegen den 1. FC Nürnberg am 3. Spieltag gilt als Highlight der jüngeren Vereinsgeschichte. In der Spielzeit 1997/98 war mit dem dritten Platz in der Regionalliga sogar der Aufstieg in die 2. Bundesliga in Reichweite. In den Jahren darauf pendelte Borussia Fulda zwischen Regional- und Oberliga, bis dem Verein 2004 die Lizenz für die Oberliga verweigert wurde und man erst 2006 wieder ins hessische Oberhaus zurückkehrte. Die Mannschaft konnte in der Saison 2008/09 die Klasse nicht halten und stieg als 17. aus der Hessenliga ab. Auch in der folgenden Saison in der hessischen Verbandsliga Nord ging die Talfahrt des Klubs weiter, der die Saison als 18. erneut auf einem Abstiegsrang beendete. Aufgrund der wirtschaftlichen Situation des Vereines wurde am Ende der Saison der Antrag auf Insolvenz gestellt, der am 21. April 2010 allerdings zurückgezogen wurde. Nach vier Jahren in der siebtklassigen Gruppenliga Fulda gewann Borussia Fulda zum 110-jährigen Vereinsjubiläum in der Saison 2013/14 die Meisterschaft der Gruppenliga und spielte in der Saison 2014/15 in der sechstklassigen Verbandsliga Hessen-Nord. Dort feierte man vier Spieltage vor Saisonende vorzeitig die Meisterschaft. Somit spielte die Borussia ab der Saison 2015/16 wieder in der fünftklassigen Hessenliga, wo nach dem Aufstieg der Klassenerhalt gelang. In der Saison 2016/17 schloss Borussia Fulda mit dem fünften Tabellenplatz ab.
In der Saison 2017/18 erreichte Borussia Fulda sportlich den siebten Tabellenplatz, wurde aufgrund der Fusion mit dem TSV Lehnerz nach dem letzten Spieltag jedoch auf den letzten Tabellenplatz gesetzt. Zur Saison 2018/19 gab der Verein die Spielberechtigung für die Hessenliga auf. Die erste Mannschaft wurde in den TSV Lehnerz integriert, der sich in SG Barockstadt Fulda-Lehnerz umbenannte und ein neues Logo sowie neue Vereinsfarben erhielt. Der Jugendbereich blieb im Verein erhalten.  Die bisherige zweite Mannschaft des Vereins wurde die neue erste. Sie trat in der neuntklassigen Kreisliga A Fulda an und stieg in der Saison 2022/23 in die Kreisoberliga auf.

### Persönlichkeiten

#### Trainer
- Jürgen Krawczyk 1989–1992, 2012
- Henry Lesser 2000–2002 (Co-Trainer), 2002, 2004–2008, 2017–2018
- Wiktor Passulko (2003)

#### Spieler
- Sebastian Kehl, deutscher Nationalspieler bei Borussia Dortmund
- Altin Lala, 14 Jahre lang bei Hannover 96
- César Thier, später bei Kickers Offenbach, Torwarttrainer der TSG 1899 Hoffenheim
- Olivier Djappa, später beim SSV Reutlingen Torschützenkönig der 2. Bundesliga
- Karl-Heinz „Gala“ Metzner, Mitglied der Weltmeistermannschaft von 1954 und Idol von Hessen Kassel
- Vedran Jerković (2015–2017) – ehemaliger Spieler in der höchsten kroatischen Liga.

### Spielstätte

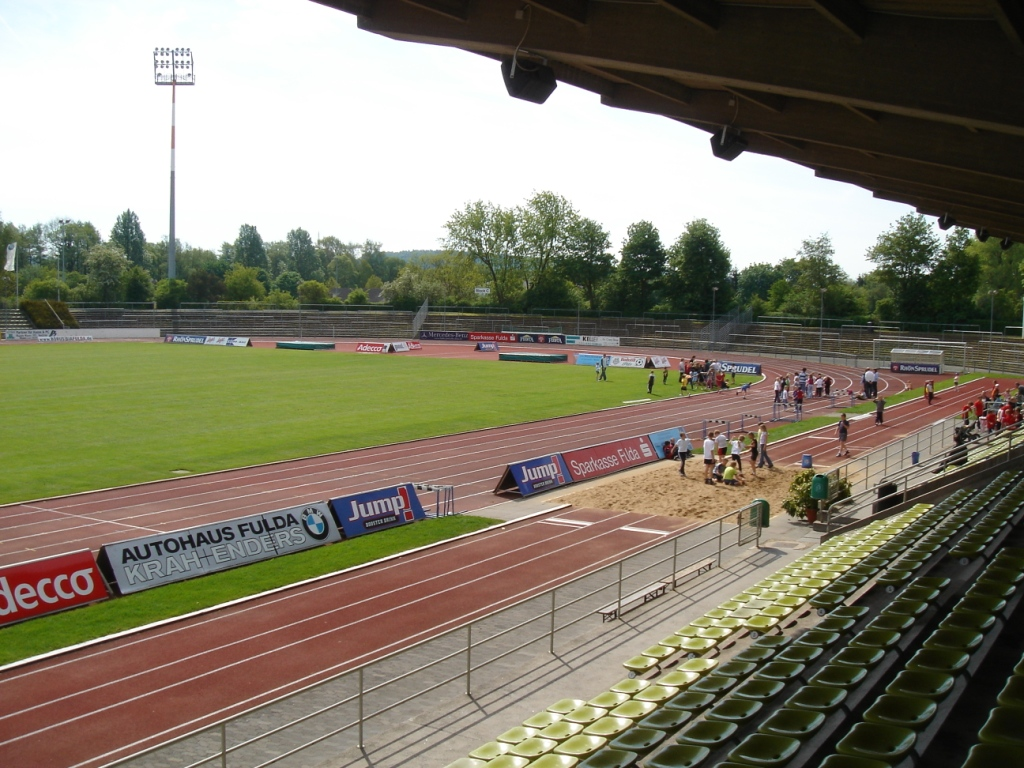
Stadion Fulda (Haupttribüne)

Austragungsort der Heimspiele ist das Stadion der Stadt Fulda im Sportpark Johannisau mit 20.000 Zuschauerplätzen. 742 der insgesamt 1978 Sitzplätze sind überdacht. Das Stadion wurde im Jahre 1957 noch ohne die heutige Sitztribüne eingeweiht. Zuschauerrekord waren die 26.000 Besucher im Jahr 1963 in der Regionalliga Süd 1963/64 beim Spiel zwischen Fulda und dem späteren Südmeister Hessen Kassel. Die Besucherzahl wurde aus Sicherheitsgründen Anfang der 1970er Jahre auf 25.000, Anfang der 1980er Jahre auf 20.000 Besucher reduziert.
Bei einem Freundschaftsspiel wurden 1997 zwischen Fulda und dem FC Bayern München 20.000 Besucher empfangen. Am 3. Spieltag der Regionalliga Süd 1996/97 sahen ca. 18.000 Zuschauer das Meisterschaftsspiel zwischen Borussia Fulda und dem 1. FC Nürnberg (1:1).

## Abteilung Handball
Die Handballspieler von Borussia Fulda spielten in den 1970er-Jahren in der Regionalliga, damals die zweithöchste Spielklasse in Deutschland.
Zu den bekannten Spielern zählte Rodney Lechleidner. Spieler und Trainer war Traian Dumitru.

## Abteilung Leichtathletik
Bis zum Jahr 2000 hatte der SC Borussia Fulda auch eine Leichtathletikabteilung. Diese fusionierte dann mit den Leichtathletikabteilungen anderer Fuldaer Vereine zur Leichtathletikgemeinschaft (LG) Fulda. Bekanntester Leichtathlet war der Hammerwerfer Karl Storch, der im Trikot von Borussia Fulda zwischen 1950 und 1958 drei Mal Deutscher Meister und ebenfalls drei Mal Vizemeister wurde und bei den Olympischen Spielen 1952 die Silbermedaille gewann.